# 冒險彈吉
《冒險彈吉》是一部由島田啓三所作，連載於《少年俱樂部》的漫畫作品。
《冒險彈吉》以戰前流行的繪物語形式創作，與田河水泡的《野良小黑》並列為當時《少年俱樂部》的看板作品。而此二作也於2000年同獲日本漫畫家協會獎選考委員特別賞。

## 故事簡介
日本人少年彈吉與他的朋友Kari公，因為在海釣船上打瞌睡，而漂流到南洋群島的小島。他們倆在島上遇見名為「蠻公」的原住民部落，而憑藉著彈吉的勇氣及Kari公的智謀，彈吉變成了蠻公部族的領袖。故事主要描寫彈吉成為部落領袖後，協助蠻公一族與外敵戰鬥、並協助其現代化的經過與事蹟。

## 登場人物

### 主角群
彈吉
本作主角，漂流到南洋的日本少年。常見造型為頭戴王冠，上半身打赤膊、下半身穿著腰蓑，左手戴著手表。
Kari公
彈吉的親友，是能與人類溝通的老鼠。擔任參謀角色，常提供意見協助主角度過難關。
富士夫
彈吉在日本就認識的朋友。由於船隻事故漂流到無人島，在島上被猩猩圍困，為彈吉所救後兩人一同冒險。不過後來因輔佐其他部落的年幼國王居留當地，而與彈吉分別。

### 南洋住民
蠻公
南洋小島上的其中一個原住民部族，深色肌膚、厚唇為其種族特色。蠻公的人名大多是「香蕉」、「椰子」等熱帶水果風格，不過彈吉認為他們長相太相似，難以分辨姓名，而用編號來稱呼他們。
1號
在彈吉來到南洋之前，擔任酋長的蠻公。因王冠被彈吉奪取（王冠是首領的象徵）轉而臣服於彈吉，後被任命為凸擊隊的隊長。常與彈吉一起行動，為人忠誠且英勇。最終回彈吉返回日本前，將王冠還給1號。
2號
凸擊隊的成員，由於編組少年團的功績而被彈吉任命為兒童大臣。
0號
擁有能將大象丟出去的怪力，後因為擔任動物學校的校長，被任命為動物大臣。
其他部族
庫羅伊族
身體特徵、衣著都與蠻公相近的種族。因為一封無禮的信而與彈吉王國發生衝突，被彈吉打敗後向彈吉送上財寶。
布萊克族
擅長使用標槍的部落，與彈吉王國在南邊草原上有領土紛爭。種族特徵為頭戴豎毛裝飾、穿著褌，腹部肥胖。
漢卡拉族
居住於漢卡拉川一帶的水上民族，因為襲擊在遊覽河川的彈吉一行人而引發雙方戰爭。後彈吉使用潛水艇策略將其擊敗。

## 書籍情報

### 雜誌連載
- 大日本雄辯會《少年俱樂部（日语：少年倶楽部）》1933年（昭和8年）6月號～1939年（昭和14年）7月號

### 單行本
- 《冒險彈吉》，1934年（昭和9年）
- 《冒險彈吉 大遠征》，1935年（昭和10年）
- 《冒險彈吉 無敵軍》，1938年（昭和13年）

## 外部連結
- 冒険ダン吉 / 財団法人大阪国際児童文学館　子どもの本100選　1868年－1945年 （页面存档备份，存于）